# David Bystroň
David Bystroň (* 18. November 1982 in Levoča; † 19. Mai 2017 in Ilanz, Schweiz) war ein tschechischer Fußballspieler.

## Karriere
David Bystroň begann mit dem Fußballspielen beim FC Baník Ostrava, 2001 schaffte er den Sprung in den Profikader. Bis 2008 bestritt der Abwehrspieler 183 Spiele für Ostrava, in denen er acht Tore schoss. In der Saison 2003/04 gewann er den tschechischen Meistertitel.
Am 22. Juni 2008 wechselte Bystroň zu Lewski Sofia. Am 13. August 2008 gab der Verteidiger sein offizielles Debüt für Lewski im Champions-League-Qualifikationsspiel gegen BATE Baryssau. Für Lewski bestritt er 19 A-Grupaspiele und schoss dabei zwei Tore. Im Sommer 2009 wechselte Bystroň zunächst auf Leihbasis, im Juli 2010 definitiv zu Viktoria Pilsen. Der Abwehrspieler wurde in der Champions League am 23. November 2011 positiv getestet. Der Spieler bestritt jegliches Fehlverhalten, der Verein beantragte die Analyse der B-Probe. Am 9. Februar 2012 wurde er für zwei Jahre gesperrt. Zuletzt war Bystron im Kader der US Schluein Ilanz in der Schweiz tätig. Im Freundschaftsspiel gegen den FC Ems1 am 18. Februar 2017 fehlte er jedoch aus privaten Gründen.
David Bystroň beging am 19. Mai 2017 im Alter von 34 Jahren in seinem Haus in der Schweiz Suizid.